# Eila Pajastie
Eila Pajastie (bis 1942 Eila Paischeff; * 1918; † 1994) war eine finnische Kunstkritikerin.
Eila Paischeff war die Tochter des Malers Alexander Paischeff (1894–1941) und von dessen erster Ehefrau, der Textilkünstlerin Eva Anttila (1894–1993). Sie studierte von 1936 bis 1942 an der Universität Helsinki und von 1946 bis 1948 in London, wo sie mit dem Bachelor of Arts in Kunstgeschichte abschloss. In den späten 1940er Jahren begann sie als Kunstkritikerin bei der Zeitung Ilta-Sanomat. Von 1953 bis 1967 war sie Kunstkritikerin der Nya Pressen und schrieb auch in anderen Zeitschriften zu Kunst, Architektur und Ballett. Anfang der 1970er Jahre gab sie ihre Karriere als Kunstkritikerin auf und arbeitete danach als Übersetzerin für das Finnische Nationalmuseum.

## Veröffentlichungen (Auswahl)
- Vuosi Lontoossa. Pakinoita ja esseitä. WSOY, Porvoo 1948, OCLC 58108232.
- Finnische Rya-Teppiche. Ausstellung im Wallraf-Richartz-Museum, Köln 10. Juli bis 21. August 1958. Veranstaltet vom Kunstgewerbemuseum der Stadt Köln. Breker, Köln 1958, DNB 575942673.
- Laila Pullinen (XXXIIe exposition Biennale Internationale des Beaux-Arts, Venise – Finlande). [Biennale d’arte], [Venezia] 1964, OCLC 2643709.